# القرارم قوقه
القرارم قوقه (عربی: القرارم قوقة) یک منطقهٔ مسکونی در الجزایر است که در ناحیه القرارم قوقه واقع شده‌است. القرارم قوقه ۳۶٬۴۸۲ نفر جمعیت دارد.